# Franz Joseph Feuchtmayer

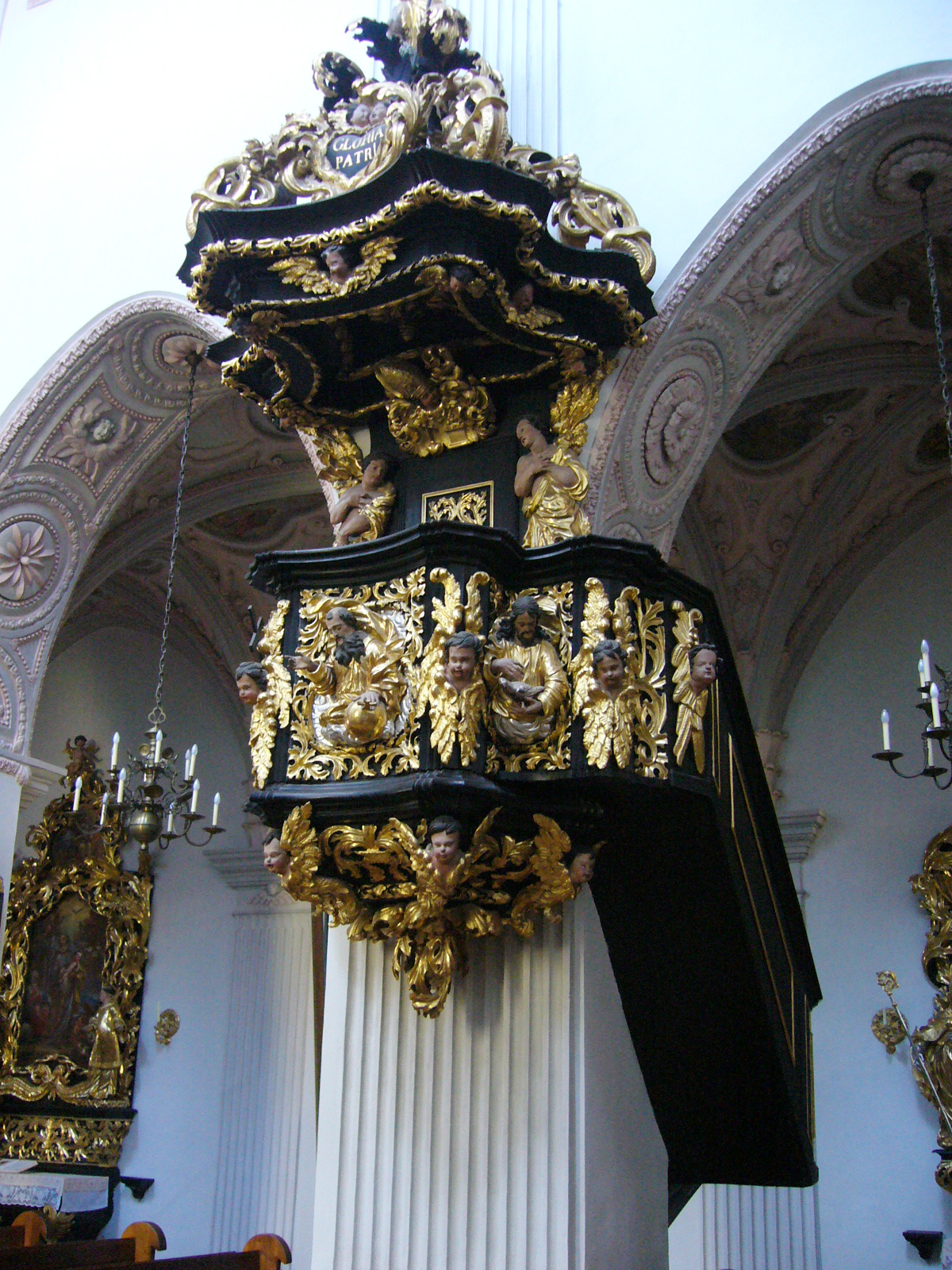
Chaire de l'église abbatiale de Seitenstetten

Franz Joseph Feuchtmayer, baptisé le 9 mars 1660 à Wessobrunn et mort le 25 décembre 1718 à Mimmenhausen, près de Salem, est un membre de la célèbre famille d'artistes allemands Feuchtmayer, sculpteurs et stucateurs de l'art baroque d'Autriche et d'Allemagne méridionale.

## Œuvres principales
- Stalles du chœur de l'abbaye d'Einsiedeln (avec son frère Johann Michael)
- Sculptures, autels et chaire de l'église Sainte-Marie de l'abbaye de Seitenstetten
- Reconstruction de l'abbaye de Salem